# Magdalena Bonfiglioli
Magdalena Bonfiglioli Pelégio (São Paulo, 7 de abril de 1959) é uma jornalista brasileira.
Carismática e conhecida pelo seu estilo emotivo e sensível das reportagens ficou conhecida como repórter "Chorona".

## História
Vinda da extinta Rede Tupi, Magdalena foi a primeira repórter contratada pelo SBT, quando a emissora iniciou suas transmissões. Ela cobriu a cerimônia de concessão dos canais da antiga Tupi para a nova rede do Grupo Silvio Santos em 19 de agosto 1981. Quando o SBT colocou no ar o seu primeiro telejornal, o Noticentro, em revezamento com outros profissionais apresentou o Jornal da Noite (1981), Jornal da Cidade (1984-86), Cidade 4 (1986-88) e Notícias de Última Hora (1997), foi repórter de todos os jornalísticos da emissora, como Noticentro (1981), SBT Repórter (1995-97), TJ Brasil (1988-97) e fez reportagens para o programa A Mulher é um Show (1983-84).
Na década de 1990, esteve no programa Aqui Agora, ficando conhecida por suas reportagens carregadas de emoção.
Em 1997, quando o Aqui Agora saiu do ar, após permanecer ainda alguns meses no SBT, Magdalena foi para a TV Manchete, onde comandou o talk-show Magdalena Manchete Verdade.
Depois, na Rede Mulher, apresentou o programa Jornal do Nenê, de orientação para mães de recém-nascidos, mas acabou retornando ao jornalismo do SBT, onde permaneceu até se transferir para a TV Canção Nova.
Com o retorno de Ratinho ao SBT, ela também volta à emissora e realiza matérias especiais pro Teleton, exibidas anualmente. Após 14 anos trabalhando no Programa do Ratinho, Magdalena deixa o programa em 2023, passando para repórter do Ta na Hora.

## Programas
| Ano              | Título                       | Função        | Emissora       |
| ---------------- | ---------------------------- | ------------- | -------------- |
| 1981             | Noticentro                   | Apresentadora | SBT            |
| 1981             | Jornal da Noite              | Apresentadora | SBT            |
| 1984 - 86        | Jornal da Cidade             | Apresentadora | SBT            |
| 1986 - 88        | Cidade 4                     | Apresentadora | SBT            |
| 1988 - 91        | TJ Brasil                    | Repórter      | SBT            |
| 1991 - 97        | Aqui Agora                   | Repórter      | SBT            |
| 1997             | Notícias de Ultima Hora      | Apresentadora | SBT            |
| 1997 - 99        | Magdalena Manchete Notícas   | Apresentadora | Rede Manchete  |
| 1999 - 00        | Jornal do Nenê               | Apresentadora | Rede Mulher    |
| 2006             | Canção Nova Notícias         | Apresentadora | TV Canção Nova |
| 2007             | Telejornal do Brasil         | Apresentadora | TV JB          |
| 2008             | SBT Repórter                 | Repórter      | SBT            |
| 2008             | Jornal do SBT                | Repórter      | SBT            |
| 2008             | SBT Brasil                   | Repórter      | SBT            |
| 2008             | Aqui Agora (Segunda Versão)  | Repórter      | SBT            |
| 2009             | Jornal da Massa              | Repórter      | Rede Massa/SBT |
| diversas edições | Teleton                      | Repórter      | SBT            |
| 2009 - 23        | Programa do Ratinho          | Repórter      | SBT            |
| 2024             | Tá na Hora                   | Repórter      | SBT            |
| 2025-presente    | Aqui Agora (terceira Versão) | Repórter      | SBT            |